# Девід Роберт Мітчелл
Девід Роберт Мітчелл (англ. David Robert Mitchell; нар. 19 жовтня 1974) — американський кінорежисер і сценарист. Визнання отримав після завершення своєї другої повнометражної роботи, яку високо оцінили критики, фільму жахів «Воно слідує» (2014).

## Дитинство та освіта
Мітчелл народився в місті Клоусоні, штат Мічиган. Навчався в Університеті Вейна у Детройті. Закінчив Коледж кіномистецтва Університету штату Флорида зі ступенем магістра образотворчих мистецтв у галузі виробництва.

## Кар'єра
Першим повнометражним фільмом Мітчелла стала драма про дорослішання «Міф про американську ночівлю» (2010). Одним із продюсерів виступила Адель Романскі, подруга Мітчелла по кіношколі. В одному з інтерв'ю Мітчелл розповів, що фільм коштував близько 50 тисяч доларів.
Чотири роки потому він зняв надприродний фільм жахів «Воно слідує». Фільм отримав схвальні відгуки критиків і мав комерційний успіх, враховуючи низький бюджет незалежного фільму.
Мітчелл був членом журі секції «Тиждень критики» Каннського кінофестивалю 2016 року.
У 2018 році він зняв «Під Сільвер-Лейк», постмодерну нуарну комедійну драму, дія якої відбувається в Лос-Анджелесі, з Ендрю Гарфілдом у головній ролі.
У березні 2023 року стало відомо, що Мітчелл напише сценарій, спродюсує та зрежисує науково-фантастичний фільм «Вулиця Флауервейл» з Енн Гетевей в головній ролі.
У жовтні 2023 року було оголошено, що продовження фільму «Воно слідує» під назвою «Вони слідують» перебуває на стадії попереднього виробництва, сценаристом і режисером знову виступить Девід Роберт Мітчелл, а Майка Монро повернеться до своєї ролі.

## Фільмографія
| Рік  | Українська назва             | Оригінальна назва                  | Режисер | Сценарист | Продюсер | Примітка               |
| ---- | ---------------------------- | ---------------------------------- | ------- | --------- | -------- | ---------------------- |
| 2002 | Незаймана                    | Virgin                             | Так     | Так       | Ні       | Короткометражний фільм |
| 2010 | Міф про американську ночівлю | The Myth of the American Sleepover | Так     | Так       | Ні       |                        |
| 2014 | Воно слідує                  | It Follows                         | Так     | Так       | Так      |                        |
| 2018 | Під Сільвер-Лейк             | Under the Silver Lake              | Так     | Так       | Так      |                        |
| 2026 | Вулиця Флауервейл            | Flowervale Street                  | Так     | Так       | Так      | Постпродакшен          |
| Н/Д  | Вони слідують                | They Follow                        | Так     | Так       | Так      | Препродакшен           |